# South Salem (Ohio)
South Salem – wieś w Stanach Zjednoczonych, w stanie Ohio, w hrabstwie Ross.